# Pyrobombus
Pyrobombus là một phân chi ong nghệ, trung tâm đa dạng của nó là ở Trung Á và miền tây bắc Bắc Mỹ. Phân chi gồm các loài sau:
- Bombus abnormis (Tkalcu, 1968)
- Bombus ardens Smith, 1879
- Bombus avanus (Skorikov, 1938)
- Bombus beaticola (Tkalcu, 1968)
- Bombus bifarius Cresson, 1878
- Bombus bimaculatus Cresson, 1863
- Bombus biroi Vogt, 1911
- Bombus brodmannicus Vogt, 1909
- Bombus caliginosus (Frison, 1927)
- Bombus centralis Cresson, 1864
- Bombus cingulatus Wahlberg, 1854
- Bombus cockerelli Franklin, 1913
- Bombus ephippiatus Say, 1837
- Bombus flavescens Smith, 1852
- Bombus flavifrons Cresson, 1863
- Bombus frigidus Smith, 1854
- Bombus haematurus Kriechbaumer, 1870
- Bombus huntii Greene, 1860
- Bombus hypnorum (Linnaeus, 1758)
- Bombus impatiens Cresson, 1863
- Bombus infirmus (Tkalcu, 1968)
- Bombus infrequens (Tkalcu, 1989)
- Bombus jonellus (Kirby, 1802)
- Bombus kotzschi Reinig, 1940 [sic]
- Bombus lapponicus (Fabricius, 1793)
- Bombus lemniscatus Skorikov, 1912
- Bombus lepidus Skorikov, 1912
- Bombus luteipes Richards, 1934
- Bombus melanopygus Nylander, 1848
- Bombus mirus (Tkalcu, 1968)
- Bombus mixtus Cresson, 1878
- Bombus modestus Eversmann, 1852
- Bombus monticola Smith, 1844
- ?Bombus oceanicus Friese, 1909
- Bombus parthenius Richards, 1934
- Bombus perplexus Cresson, 1863
- Bombus picipes Richards, 1934
- Bombus pratorum (Linnaeus, 1761)
- Bombus pressus (Frison, 1935)
- Bombus pyrenaeus Pérez, 1880
- Bombus rotundiceps Friese, 1916
- Bombus sandersoni Franklin, 1913
- Bombus sitkensis Nylander, 1848
- Bombus sonani (Frison, 1934)
- Bombus subtypicus (Skorikov, 1914)
- Bombus sylvicola Kirby, 1837
- Bombus ternarius Say, 1837
- Bombus vagans Smith, 1854
- Bombus vandykei (Frison, 1927)
- Bombus vosnesenskii Radoszkowski, 1862
- Bombus wangae Williams et al., 2009
- ?Bombus wilmattae Cockerell, 1912